# Bernhard von Knorr
Bernhard von Knorr (* 16. August 1776 in Wien; † 20. November 1838 ebenda) war ein österreichischer Staatsbeamter, Musiker und Bibliothekar.

## Leben
Bernhard, Freiherr von Knorr, war ein Sohn des Freiherrn Josef von Knorr (1746–1789), Hauptmann und niederösterreichischer Landrat des Ritterstandes, aus der Ehe mit Maria Theresia Edlen von Kees (1748–1827). Sein jüngerer Bruder war der Staatsrat Josef von Knorr (1782–1839). 
Er trat nach dem Jurastudium in den Staatsdienst ein und wurde am 25. April 1800 Praktikant beim Kreisamt des Viertels Ober dem Manhartsberg. Schon am 19. August 1802 wurde er zum Titular-Hof-Kriegskonzipisten befördert. Aus Familienrücksichten verließ er am 2. Dezember 1807 den Staatsdienst, wurde aber auf seinen Antrag hin am 23. Mai 1817 wieder in den Dienst aufgenommen und zum Hofkonzipisten, am 23. Oktober 1818 zum wirklichen Hofkonzipisten der allgemeinen Hofkammer ernannt. Am 21. Februar 1824 wurde er zum wirklichen Hofsekretär ernannt. Sein Antrag auf Beförderung zum Hofkommissärrat vom September 1832 scheint aber abgelehnt worden zu sein, da im Dekret vom 23. März 1834 nur von der Bewilligung der höheren Hofsekretärsbesoldung von 2000 Gulden die Rede ist. 
Bernhard von Knorr war ein virtuoser Flötist. Er besaß eine sehr umfangreiche und wertvolle Musikaliensammlung, die heute verschollen ist. Er war für den Aufbau des Archivs und der Bibliothek der Gesellschaft der Musikfreunde in Wien verantwortlich und arbeitete dort als Bibliothekar. Böckh bezeichnet ihn auch als Musikschriftsteller. Von seinen Kompositionen erschien im Druck nur »VIII Variations pour 2 flûtes« (Wien 1799, Artaria).
Der 1810 geschlossenen Ehe mit Marie Caballini von Ehrenburg (1794–1856) entstammten fünf Kinder, vier Töchter und ein Sohn. Die älteste Tochter Marie Freiin von Knorr (10. Dezember 1810 – 1. Juli 1856) heiratete am 16. November 1833 in der Dominikanerkirche Eduard von Vivenot, den Bruder des Chirurgen Rudolph von Vivenot. Kinder aus dieser Ehe waren Eduard von Vivenot (1835–1901), der General Ernst von Vivenot (1837–1919) und der Generalkonsul Franz von Vivenot (1845–1938). Der Sohn Franz Freiherr von Knorr (1815 – 20. April 1857) trat ebenfalls in den Staatsdienst. Da er kinderlos starb, erlosch mit ihm die Familie der Freiherren von Knorr im Mannesstamm.

## Werke
- VIII Variations pour 2 flûtes. Wien: Artaria, 1799 (Flötenwerke)